# Целокупна България (1931)
Вижте пояснителната страница за други значения на Целокупна България.
„Целокупна България“ (изписване до 1945 година: „Цѣлокупна България“) с подзаглавие Независим седмичен вестник е български вестник, издаван в 1931 година в Бургас.
| Годишнина | Броеве | Дата                                |
| --------- | ------ | ----------------------------------- |
| I         | 1 – 3  | 24 март 1931 – 19 април 1931 година |

„Целокупна България“ е местен обществено-политически вестник. Печата се в печатница „Изкуство“. Редакторът Д. Т. Бакалов се стреми да поднови вестник „Целокупна България“ от 1879 – 1880 година. Смята, че Демократическата партия може да вземе властта само ако се върне към идеите на Петко Каравелов и Петко Славейков.